# Micromacromia flava
Micromacromia flava är en trollsländeart som först beskrevs av Cynthia Longfield 1947.  Micromacromia flava ingår i släktet Micromacromia och familjen segeltrollsländor. IUCN kategoriserar arten globalt som otillräckligt studerad. Inga underarter finns listade i Catalogue of Life.